# São Miguel Arcanjo (diaconia)
São Miguel Arcanjo (em latim: S. Michaelis Archangeli) é uma diaconia instituída em 5 de fevereiro de 1965, pelo Papa Paulo VI, pela constituição apostólica Inter cetera Romanae.

## Titulares protetores
- Joseph-Léon Cardijn (1965-1967)
- Vacante (1967-2003)
- Javier Lozano Barragán (2003-2014)
- Michael Czerny (2019 - )